# Voci d'Europa
Voci d'Europa è un film italiano del 1989 in tre episodi, diretto, sceneggiato e interpretato da Corso Salani.
Protagonista di tutti gli episodi, intitolati, nell'ordine, Semmi mas, Radio Miramar e Descuidos , è il giovane Alberto, che rievoca le sue tre storie d'amore, avvenute in altrettante località europee.